# Moussac (Vienne)

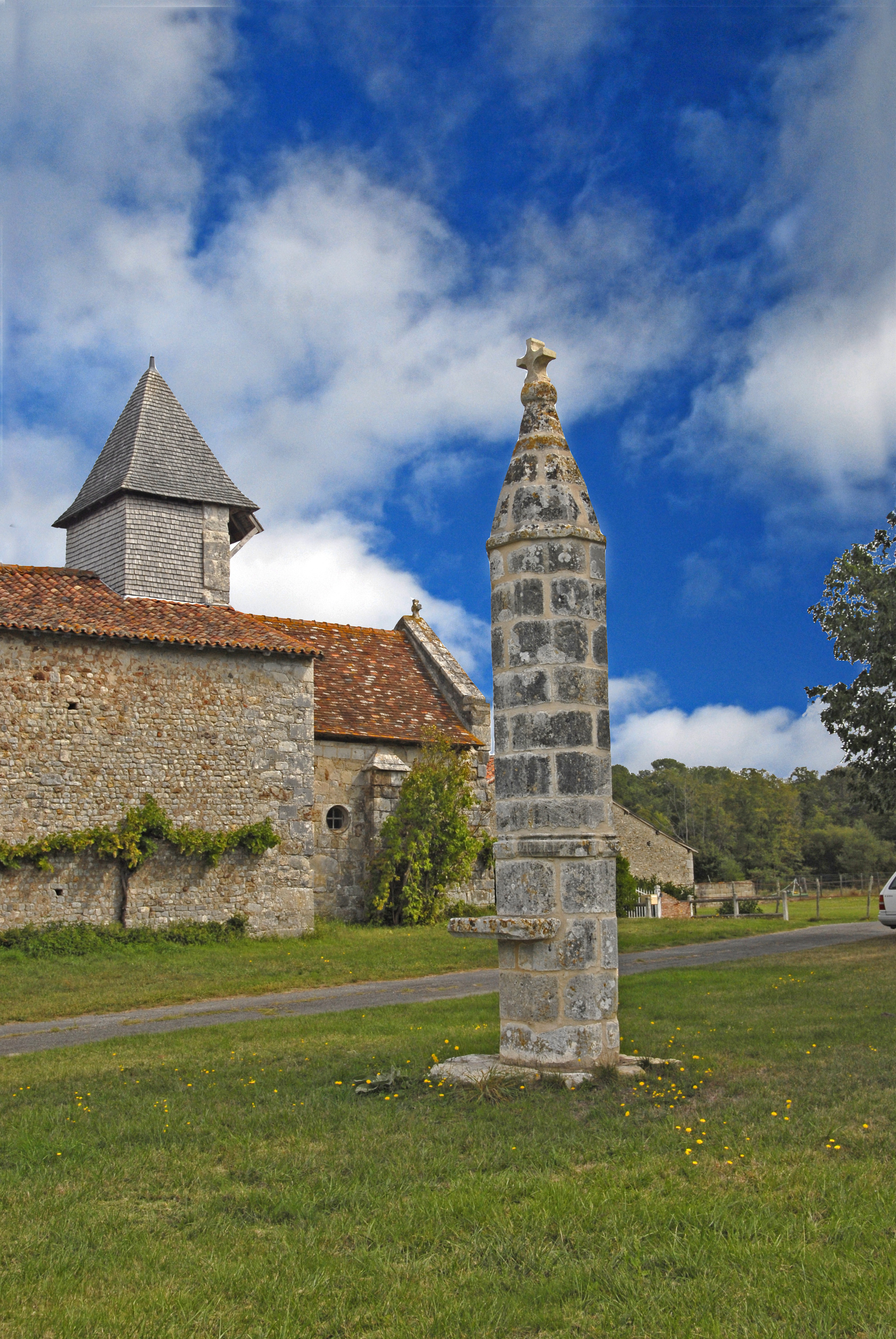
Totenlaterne von Moussac

Moussac ist eine westfranzösische Gemeinde mit 433 Einwohnern (Stand: 1. Januar 2022) im Département Vienne in der Region Nouvelle-Aquitaine. Die Gemeinde gehört zum Arrondissement Montmorillon und zum Kanton Lussac-les-Châteaux. Die Einwohner werden Moussacois genannt.

## Lage
Moussac liegt etwa 55 Kilometer südöstlich von Poitiers an der Vienne. Umgeben wird Moussac von den Nachbargemeinden Queaux im Norden und Nordwesten, Persac im Norden und Nordosten, Nérignac im Osten, Adriers im Osten und Südosten, L’Isle-Jourdain im Süden sowie Le Vigeant im Süden und Westen.

## Bevölkerungsentwicklung
| Jahr                       | 1962 | 1968 | 1975 | 1982 | 1990 | 1999 | 2006 | 2018 |
| Einwohner                  | 844  | 772  | 666  | 582  | 497  | 504  | 491  | 441  |
| Quellen: Cassini und INSEE |      |      |      |      |      |      |      |      |

## Sehenswürdigkeiten
- Kirche Saint-Martin
- Großkreuze
- Schloss La Messelière

Siehe auch: Liste der Monuments historiques in Moussac (Vienne)